# Daniel Sigurbjörnsson
Daniel Sigurbjörnsson Benet (28 de septiembre de 1990) es un deportista español de origen islandés que compitió en remo. Su hermano Alexander compitió en el mismo deporte.
Ganó una medalla de bronce en el Campeonato Europeo de Remo de 2013, en la prueba de dos sin timonel ligero.

## Palmarés internacional
| Campeonato Europeo | Campeonato Europeo | Campeonato Europeo | Campeonato Europeo     |
| Año                | Lugar              | Medalla            | Prueba                 |
| ------------------ | ------------------ | ------------------ | ---------------------- |
| 2013               | Sevilla (España)   | Medalla de bronce  | Dos sin timonel ligero |